# Kirkby Mallory

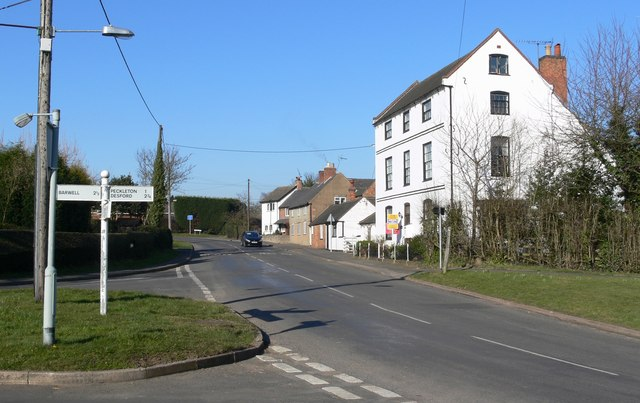
Desford Lane in Kirkby Mallory (2008)

Kirkby Mallory ist eine Gemeinde in der englischen Grafschaft Leicestershire.
Die kleine Ortschaft Kirkby Mallory ist in Großbritannien durch die nahegelegene Rennstrecke, den Mallory Park, die mit einer Länge von 2,173 km kürzeste permanente britische Rennstrecke, landesweit bekannt.
Die Gründung des Ortes geht auf Sir Anketil Malory, einen Ritter aus dem 14. Jahrhundert, zurück. Er errichtete die Burg Kirkby Manor, die dem Ort seinen Namen gab. Ada Byron, die Tochter von Lord Byron, lebte gemeinsam mit ihrer Mutter Anne Isabella Noel-Byron, 11. Baroness Wentworth während ihrer Kindheit in diesem Anwesen.